# Raissac-sur-Lampy
 Raissac-sur-Lampy  es una población y comuna francesa, en la región de Languedoc-Rosellón, departamento de Aude, en el distrito de Carcasona y cantón de Alzonne.
Está integrada en la Communauté de communes du Cabardès - Canal du Midi.

## Demografía
| 334 | 328 | 344 | 376 | 417 | 457 | 460 | 496 | 458 | 431 | 420 | 425 | 409 | 392 | 370 | 323 | 320 | 340 | 302 | 280 | 251 | 239 | 230 | 234 | 228 | 222 | 189 | 176 | 196 | 206 | 190 | 211 |
| Para los censos de 1962 a 1999 la población legal corresponde a la población sin duplicidades (Fuente: INSEE [Consultar]) |     |     |     |     |     |     |     |     |     |     |     |     |     |     |     |     |     |     |     |     |     |     |     |     |     |     |     |     |     |     |     |

El censo de 2004 (INSEE) le atribuye 237 habitantes.